# Gigante gelado
Um gigante gelado é um planeta gigante constituído principalmente por substâncias mais pesadas do que hidrogênio e hélio, tais como oxigênio, carbono, nitrogênio e enxofre. Há dois gigantes de gelo no Sistema Solar, Urano e Netuno. Existem hipóteses da existência de um terceiro gigante gelado, que, se for encontrado, seria o nono planeta do Sistema Solar.
A massa deles é constituída de apenas cerca de 20% de hidrogênio e hélio, ao contrário dos gigantes gasosos (Júpiter e Saturno), que consistem por mais de 90% de hidrogênio e hélio. Na década de 1990, percebeu-se que Urano e Netuno são uma classe distinta de planeta gigante, separado dos outros planetas gigantes.
Eles tornaram-se conhecidos como gigantes gelados porque seus compostos constituintes estavam principalmente frios quando foram incorporados nos planetas durante a sua formação, quer diretamente sob a forma de gelos ou aprisionado em gelo de água. Atualmente a quantidade de sólidos voláteis dentro dos gigantes de gelo é, no entanto, muito pequeno.

## Terminologia
Em 1952, o escritor de ficção científica de James Blish cunhou o termo gigante de gás para se referir aos grandes planetas não terrestres do Sistema Solar. No entanto, na década de 1990, foram descobertos que as composições de Urano e Netuno são significativamente diferentes das de Júpiter e Saturno. Eles são, basicamente, compostas de elementos mais pesados que o hidrogênio e o hélio, constituindo um tipo completamente distinto de planeta gigante. Porque durante a sua formação Urano e Netuno incorporaram material como gelo ou gás aprisionado em gelo de água, o termo gigante gelado entrou em uso.
Hoje, há muito pouco de gelo deixado em Urano e Netuno. H2O existe principalmente como fluido supercrítico a temperaturas e pressões dentro deles.

## Características
Os gigantes gelados representam uma das duas categorias fundamentalmente diferentes de planetas gigantes presentes no Sistema Solar. O outro grupo sendo as mais conhecidas são os gigantes de gás, que são compostos por mais de 90% de hidrogênio e hélio (em massa). Acredita-se que o hidrogênio seja o responsável para os seus pequenos núcleos rochosos, onde transições de Íon molecular de hidrogênio em hidrogênio metálico sob as pressões extremas de centenas de gigapascals.
Os gigantes gelados são compostas principalmente de elementos pesados. Com base na abundância de elementos no universo, como oxigênio, carbono, azoto, e enxofre são mais susceptíveis. Embora os gigantes gelados também têm composição de hidrogênio, mas em muito menos quantidade. Ele responde por menos de 20% da sua massa. Seu hidrogênio também nunca atinge as profundezas necessárias à pressão para criar hidrogênio metálico. Este hidrogênio, no entanto, limita a observação de interiores dos gigantes gelados, e, assim, as informações sobre a sua composição e evolução.